# Instituto Argentino del Petróleo y del Gas
Instituto Argentino del Petróleo y del Gas cuyas siglas son IAPG fue fundado en 1957 a partir de la Sección Argentina del Instituto Sudamericano del Petróleo (ISAP). Es considerado un referente técnico importante en la industria petrolera del país y del gas, además de la energía en general. Su sede central se encuentra en la Ciudad de Buenos Aires y tiene siete seccionales, ubicadas en las principales cuencas productivas: Seccional Norte (Tartagal, Provincia de Salta), Seccional Cuyo (Ciudad de Mendoza), Seccional Comahue (Ciudad del Neuquén), Seccional Sur (Comodoro Rivadavia, Provincia del Chubut), Seccional Río Gallegos (Provincia de Santa Cruz), Seccional Tierra del Fuego (Río Grande, Provincia de Tierra del Fuego) y Seccional La Plata (Provincia de Buenos Aires). Además, cuenta con 157 empresas asociadas, nacionales y extranjeras, y más de 700 Socios Personales.